# Anna Maria Bertarini
Anna Maria Bertarini (Milano, 15 aprile 1923 – Bellano, 8 novembre 2022) è stata un'architetta italiana, attiva in Italia nel secondo dopoguerra.

## Biografia
Figlia dell'ingegnere e costruttore Bertarini di Bellano, dopo gli studi classici si iscrisse nel 1942 al Politecnico di Milano, dove nel 1947 conseguì la laurea in Architettura.
A Bellano, in provincia di Lecco, dove risiedeva, conobbe la famiglia di Cesare Monti (1891 - 1959), pittore bresciano di matrice divisionista trasferitosi a Milano dopo una breve parentesi francese, e i suoi due figli Gianemilio (Milano, 1920 - 2002) e Pietro (Corenno Plinio, 1922 - Milano, 1990). Con loro frequentò il Politecnico e nel 1946 sposò il più grande dei due fratelli, Gianemilio.
Nel 1948 i tre neolaureati decisero di intraprendere insieme un percorso professionale fondando lo studio di architettura GPA Monti a Milano. Dapprima in un monolocale in via Pinamonte da Vimercate, poi in via Piave e infine in via De Amicis l’officina dei GPA partecipò alla ricostruzione postbellica milanese, ponendo una particolare cura nei confronti della ripresa dell’edilizia residenziale. Il loro operato volto alla sperimentazione, e per alcuni aspetti svincolato da certe imposizioni funzionali del Movimento Moderno, si collocò in quel professionismo colto dell’immediato dopoguerra che contraddistingueva la nuova generazione di progettisti, a metà tra ingegneri, architetti e artisti.
La figlia Giovanna Monti, essa stessa architetta, affermò: "non credo che mamma si sia sentita discriminata nel sodalizio a tre, erano molto uniti. Prendeva parte a infinite discussioni e sapeva difendere i suoi punti di vista, non amava essere contraddetta. Gli uomini coprivano gli aspetti più tecnici e la cura dei dettagli, lei aveva idee e intuizioni brillanti: erano complementari". Un'altra figlia, l'attrice Maria Amelia Monti, descriveva la madre come una "donna fortissima, non convenzionale. Amava gli animali, l’aria aperta, la barca a remi. Un’irriducibile, non si è mai arresa".
Dopo la scomparsa dei due soci, Anna continuò ad esercitare la libera professione e a dirigere lo studio sino al suo pensionamento nel 2014.
Anna Maria Bertarini è morta l'8 novembre del 2022 all’età di 99 anni. 

## Opere
Tra i diversi progetti realizzati si possono citare gli immobili milanesi di via Calvi (1949), corso Sempione 38 e 81 (1955), viale Papiniano-via Calco (con Enrico Freyrie, 1956). Si occupano anche delle ville a Piona (1952), Morbegno (1957) e Forte dei Marmi (1957) che ottengono il riconoscimento da parte della stampa nazionale e internazionale.
Dal 1954 al 1960, i componenti dello studio fanno parte del M.S.A Movimento Studi per l’Architettura e dell'I.N.U. Istituto Nazionale di Urbanistica. In quegli stessi anni realizzano inoltre due case popolari a Bellano (1954-55) e i Quartieri INA-Casa Monte Olimpino a Como (1957), Vialba (1958), Feltre (1958) e Gallaratese (1960) a Milano. La loro produzione abbraccia anche il disegno industriale per De Padova (1955), Stildomus (1964), Kartell (1959-65), Fontana Arte (1972-76), Olivari (1970 e 1976). Fra le opere principali degli anni Sessanta meritano una menzione gli stabili di via Carducci (1966) e di corso Magenta (1967): per la SNAM, progettano edifici a San Donato Milanese e nel Gargano; nel 1985 firmano il progetto di un centro per uffici in via Olona, completato nel 1999. Tra i progetti più recenti dello studio, che vedono protagonista Anna Maria Bertarini con la collaborazione della figlia Giovanna, possono essere citati alcuni edifici residenziali a Settimo Milanese (2001-03) e a Casale Marittimo. Ulteriori interventi riguardano la ristrutturazione di un edificio a Bonzeno (2003), la sistemazione di un’abitazione a Zoagli e di una cascina a Bosco Valtravaglia.

## Archivi
- Fondo Monti GPA, Politecnico di Milano, Area Servizi Bibliotecari di Ateneo, Archivi Storici, Milano.
- Fondo Pratiche edilizie, Archivio Civico, Milano.